# Ràdisne
Ràdisne (en (ucraïnès): Радісне, en rus: Радостное, Ràdostnoie) és un poble de la República Autònoma de Crimea a Ucraïna, que el 2014 tenia 95 habitants. Pertany al districte de Bilogorsk.